# 塩化モリブデン(V)
塩化モリブデン(V)(Molybdenum(V) chloride)は、化学式[MoCl5]2の無機化合物である。暗色で揮発性の固体で、研究用途で他のモリブデン化合物の合成に用いられる。感湿性で、塩素系溶媒に溶ける。五塩化モリブデンとも呼ばれるが、実際は二量化したMo2Cl10の構造を取る。

## 構造
各々のモリブデン原子には6個の塩素が八面体形に結合し、その内2個がモリブデン間を架橋する。タングステン、ニオブ、タンタルの五塩化物も似た構造を取る。気相中、また部分的に溶液中では、二量体は部分乖離し、単量体の五塩化物になる。各モリブデン原子は酸化数+5で1つの不対電子を持つため、単量体は常磁性である。

## 合成と性質
金属モリブデンまたは酸化モリブデン(VI)の塩素化で合成できる。この手法では塩化モリブデン(VI)は生成しない。塩化モリブデン(VI)はMoF6を塩化ビスマス(III)で処理することで合成されるが、これは徐々に塩化モリブデン(V)に分解する
塩化モリブデン(V)を臭化水素で処理すると不安定な臭化モリブデン(V)となり、これは室温で分解して臭素を遊離し臭化モリブデン(IV)が得られる。
2 MoCl
5  +  10 HBr   →   2 MoBr
4  +  10 HCl  +  Br
2
酸化されない配位子に対して、塩化モリブデン(V)は良いルイス酸として振る舞う。塩化物イオンが付加した[MoCl6]−は有機合成において、塩素化反応、脱酸素反応、酸化カップリング反応等に用いられることがある。
塩化モリブデン(V)はアセトニトリルにより還元され、橙色のアセトニトリル錯体 MoCl4(MeCN)2 を生じる。
2 MoCl
5  +  5 CH
3CN   →   2 MoCl
4(CH
3CN)
2  +  HCl  +  ClCH
2CN
このアセトニトリル錯体はテトラヒドロフラン (THF) と反応し、他のモリブデン含有錯体の前駆体となる MoCl4(THF)2 を与える。
テトラヒドロフランは塩化モリブデン(V)存在下で重合してしまうが、ジエチルエーテル (Et2O) は安定である。これを還元することで、条件に応じて MoCl4(Et2O)2 または MoCl3(Et2O)3 が得られる。

## 安全性
強力な酸化剤であり、容易に加水分解して塩化水素を遊離する。